# Estètica evolutiva
L'estètica evolutiva es refereix a teories de la psicologia evolutiva en què se sosté que les preferències estètiques bàsiques d'Homo sapiens evolucionaren per millorar la supervivència i l'èxit reproductiu.
Basant-se en aquesta teoria, aspectes com la preferència de color, les proporcions de cos de parella preferides, les formes, els llaços emocionals amb els objectes i molts altres aspectes de l'experiència estètica poden explicar-se referits a l'evolució humana.

## Estètica i psicologia evolutiva
S'ha argumentat que molts trets animals i humans han evolucionat per millorar la supervivència i l'èxit reproductiu. La psicologia evolutiva s'estén a trets psicològics, incloses les preferències estètiques. Aquests trets se solen considerar adaptacions a l'entorn durant l'era del plistocé i no són necessàriament adaptatius al nostre entorn actual. Els exemples n'inclouen el rebuig als aliments en mal estat potencialment nocius; el plaer del sexe i de menjar aliments dolços i grassos; i la por a les aranyes, les serps i la foscor.
Totes les cultures conegudes tenen alguna forma d'art. Aquesta universalitat suggereix que l'art està relacionat amb les adaptacions evolutives. Les emocions fortes associades a l'art suggereixen el mateix.

## Paisatge i altres preferències d'arts visuals

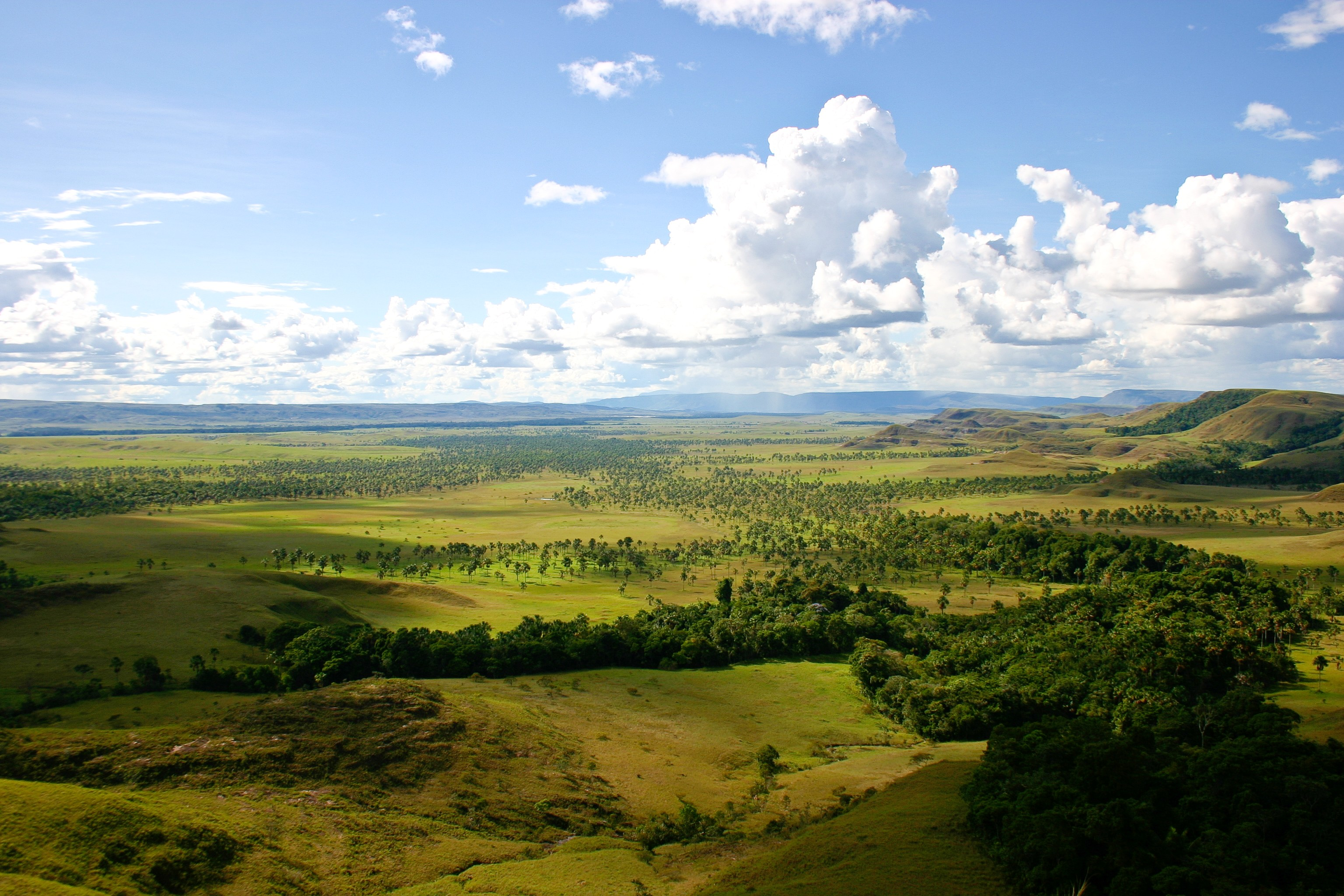
Sant Rafael, Gran Sabana, Veneçuela

Una opció important per a un organisme mòbil és seleccionar un bon hàbitat per viure. Es creu que els humans tenen fortes preferències estètiques cap als paisatges que eren bons hàbitats en l'entorn ancestral. Quan se'ls demana als xiquets de diferents nacions que seleccionen quin paisatge prefereixen, d'una selecció de fotografies de paisatges estandarditzats, hi ha una forta preferència per les sabanes amb arbres. La sabana de l'est d'Àfrica és l'ambient ancestral en el qual s'argumenta que gran part de l'evolució humana va tenir lloc. També hi ha una preferència pels paisatges amb aigua, amb àrees obertes i boscoses, amb arbres amb branques a una alçada adequada per escalar i prendre aliments, amb característiques que fomenten l'exploració, com una sendera o un riu que està fora de la vista, amb vista o implícita, animals de caça, i alguns núvols. Aquestes són les característiques que sovint es presenten en l'art de calendari i en el disseny de parcs públics.
Una enquesta de preferències artístiques en moltes nacions diferents va trobar que es preferia la pintura realista. Les característiques favorites n'eren l'aigua, els arbres i altres plantes, els éssers humans (en particular les dones belles, els nens i les figures històriques ben conegudes) i els animals (sobretot els animals grossos, tant salvatges com domèstics). El blau, seguit de verd, era el color favorit. Utilitzant l'enquesta, els autors de l'estudi elaboraren una pintura que mostra les preferències de cada nació. Malgrat les moltes cultures diferents, totes les pintures mostraven una gran semblança amb l'art de calendari paisatgístic. Els autors argumentaren que aquesta semblança es devia, de fet, a la influència de la indústria del calendari occidental. Una altra explicació és que aquestes característiques són les prediccions de la psicologia evolutiva que haurien de ser populars per raons evolutives.

Les tres Gràcies, de Peter Paul Rubens

## Atractiu físic
S'ha argumentat que diverses tendències evolutives influeixen en el que es percep com a físicament atractiu.
Aquestes preferències basades en l'evolució no són necessàriament estàtiques, i poden variar segons els senyals ambientals. La disponibilitat d'aliments, doncs, influeix en quina grandària corporal és atractiva i pot tenir raons evolutives. Les societats amb escassetat d'aliments prefereixen més volum del cos que les societats que tenen molt de menjar. En la societat occidental, els homes que tenen gana prefereixen un volum de cos femení més gran que quan no tenen gana.

## Musicologia evolutiva
La musicologia evolutiva és un subcamp de la biomusicologia que fonamenta els mecanismes psicològics de la percepció i producció de la música en la teoria evolutiva. Cobreix la comunicació vocal en espècies animals no humanes, les teories de l'evolució de la música humana i de la capacitat i el processament musical. També inclou explicacions evolutives del que es considera estèticament agradable o no.

## Estudis literaris darwinians
Els estudis literaris darwinians (també coneguts com a darwinisme literari) són una branca de la crítica literària que estudia la literatura, inclosos els aspectes estètics, en el context de l'evolució.

## Evolució de l'emoció
L'estètica està lligada a les emocions. Hi ha diverses explicacions sobre l'evolució de l'emoció.
N'és un exemple el disgust emocional que s'ha argumentat que va evolucionar per evitar diverses accions nocives, com malalties infeccioses a causa del contacte amb aliments en mal estat, femta i cossos en descomposició.

## Hipòtesi del fill atractiu, principi del desavantatge i les arts

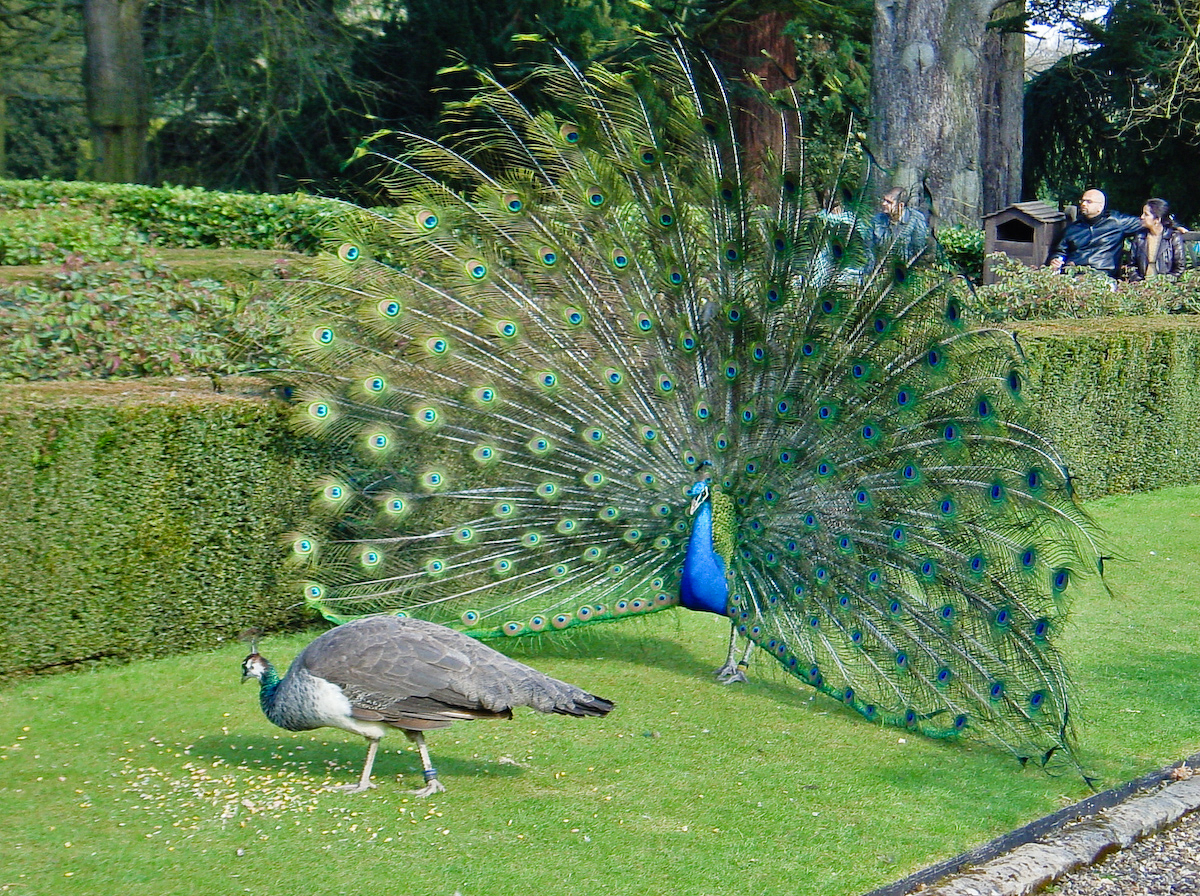
Un paó mascle mostra la seua manera de festejar una femella, ballant i mostrant el seu plomatge extravagant

La hipòtesi del fill atractiu suggereix que una elecció òptima femenina entre parelles potencials és un mascle els gens del qual produiran descendència masculina amb les millors possibilitats d'èxit reproductiu en tenir trets que siguin atractius per a altres femelles. De vegades, el tret pot no tenir cap benefici reproductiu en si mateix, a part d'atraure les femelles, a causa del model de selecció sexual runaway de Fisher. La cua del paó pot ser-ne un exemple. També s'ha vist com un exemple del principi de l'hàndicap.
S'ha argumentat que la capacitat del cervell humà supera amb escreix el que es necessita per sobreviure en la sabana. Una explicació podria ser que el cervell humà i els trets associats (com la capacitat artística i la creativitat) són equivalents a la cua del paó per als humans. Segons aquesta teoria, l'execució superior de l'art era important perquè atreia les parelles potencials.